# 챗온
챗온(ChatON)은 삼성전자가 2011년 10월부터 서비스를 시작한 글로벌 모바일 커뮤니케이션 서비스이다. 챗온이 공식적으로 서비스되는 국가는 안드로이드 기준 237개국이며, 총 63개의 언어로 지원된다. 챗온 공식 웹 사이트는 '13년 4월 25일 업데이트되어, 40개 언어로 지원된다. 챗온의 특징은 주요 모바일OS를 폭넓게 지원하는 것으로 안드로이드, 안드로이드 태블릿, iOS, 블랙베리, 윈도우 모바일, 바다, 삼성 피처폰 SHP(Samsung Handset Platform)의 모바일 버전 및 브라우저 기반 웹 버전이 제공된다. 
사용자는 페이스북으로 챗온 컨텐츠를 공유할 수 있을 뿐만 아니라 페이스북이나 트위터의 친구를 초대할 수 있다. 챗온의 주요 특징은 사용자가 움직이는 애니메이션 메시지를 전송할 수 있다는 점, 그룹 채팅 중 참여자에게 개별적인 메시지를 보낼 수 있다는 점, 채팅 중 공유된 미디어가 트렁크에 자동으로 저장된다는 점 등이 있다. 삼성 계정으로 로그인하면 친구 목록을 불러오는 등의 작업없이 어느 기기에서나 챗온을 이용할 수 있다.

## 경과
챗온은 독일 베를린에서 열린 2011년 IFA 2011에서 안드로이드 버전이 공개되고, 현재까지 모바일 버전 및 웹 버전이 제공되고 있다. 주요 모바일 버전은 Andorid는 Google Play 및 삼성 앱스, iOS는 Apple Appstore, 블랙베리는 App World, 및 윈도 모바일은 Microsoft Market에서 'ChatON' 검색으로 다운로드하여 사용 가능하다.
2015년 2월 1일 부로 챗온 서비스가 종료되었다.

## 챗온 지원기기
삼성전자 기기 중 Galaxy Note3, Galaxy Gear, Galaxy S4, Galaxy S3, Galaxy Note2, Galaxy Camera에는 챗온이 기본 탑재된다. 이외 단말에서는 지원 OS와 버전에 따라 사용 가능하다. (3. 챗온 지원 OS 참조)

## 챗온 지원 OS
모바일은 Android, Bada, iOS, BB(Blackberry), MS Windows mobile에서 실행되며, PC는 Windows, Mac에서 실행 가능하다.

### 모바일
- Android

Android 2.2버전 (Froyo) 이상 탑재된 단말기에서 실행된다(ex. Galaxy S/S2/S3/S4/Note/Tap). Samsung Apps, Google Play에서 다운로드 가능하다.
- Bada

Bada 2.0버전 이상 탑재된 단말기에서 실행된다(ex. Wave 1/2/3/M/Y 등). Samsung Apps에서 다운로드 가능하다.
- iOS

iOS 4.3버전 이상 탑재된 단말기에서 실행된다(ex. iPhone/iPod/iPad). App Store에서 다운로드 가능하다.
- BB(Blackberry)

터치 단말인 경우 6버전 이상, 터치 불가 단말인 경우 5버전 이상 탑재된 단말기에서 실행된다(ex. curve 8520/9300/9360, Bold  9780/9700/9900, Torch 9800/9810). App World에서 다운로드 가능하다.
- MS Windows mobile

Window Mobile 6.5는 Ominia 2 한국 모델에서만 실행되며, 브라우저에서 http://www.chaton.com/wm65로%5B깨진+링크(과거+내용+찾기)%5D 접속하여 다운로드 가능하다. Window Phone 7은 삼성 단말에서만 실행되며, 단말 내 Samsung Zone에서 다운로드 가능하다.

### PC
- Windows PC용

Windows XP 이상인 경우 실행된다. 챗온 웹페이지(https://web.samsungchaton.com/)에서%5B깨진+링크(과거+내용+찾기)%5D 다운로드 가능하다.
- Mac PC용

Mac OS 10.6 이상인 경우 실행된다. 챗온 웹페이지(https://web.samsungchaton.com/)에서%5B깨진+링크(과거+내용+찾기)%5D 다운로드 가능하다.

## 챗온 기능/서비스 - Mobile
자동 친구 등록, 채팅, 멀티미디어 공유 등의 기본 기능 이외에 음성/영상 채팅, 번역, PostON, 애니콘, 애니메시지 등의 새로운 기능이 추가되고 있다.
챗온은 텍스트 외에도 그림, 동영상, 오디오 등의 다양한 매체를 혼합하여 표현하고 공유하는 멀티미디어 매체다.

### 친구
챗온에서 친구는 핸드폰 번호를 기반으로 자동으로 추천된다. 전화번호 1개 당 친구는 한 명으로 추가되며, 챗온 사용자만 친구 리스트에 나타난다.

### 채팅
1:1 채팅방 및 그룹 채팅방을 만들고 대화할 수 있다. 1:1 채팅 중에 친구를 초대하면 그룹 채팅방이 새로 만들어진다. 사용자가  귓속말을 보내고 수신인이 답변을 하면 1:1 채팅방이 생성된다. 귓속말은 그룹 채팅과 다른 개념으로, 사용자가 그룹 내의 개인에게 개별적인 메시지를 보낼 수 있도록 하는 기능이다. 또한 사용자는 방에 따라 방별 푸쉬 알림 ON/OFF를 정할 수 있다.

### 멀티미디어
챗온에서 텍스트, 사진, 동영상 외에 음성 쪽지, 위치, 연락처, 일정 등 다양한 멀티미디어를 전송할 수 있다. 이미지는 jpeg과 png, 동영상은 MP4 및 3GP, MOV가 지원된다. MOV의 경우는 안드로이드, 바다, 피처폰, 블랙베리에서는 지원되지 않으며, 수신폰에서 지원하지 않는 파일을 받을 경우, 'Not supported file format'이라는 이미지가 말풍선 형태로 나타난다. 음성은 M4A, 3GP, AMR/AMR-NB파일이 지원되며, 역시 플랫폼에 따라 지원되지 않는 경우도 있다. 또한 사용자는 텍스트와 이미지, 이미지와 동영상을 혼합한 메시지를 전송할 수 있다.

### Voice Chat
친구와 음성으로 채팅하는 기능으로 최대 2명의 친구를 초대할 수 있다.

### Video Chat
친구와 영상채팅을 할 수 있으며 전, 후면 카메라를 함께 사용할 수 있다. 사용자 얼굴과 함께 사용자 눈앞에 있는 모습을 함께 통화 상대에게 보여준다. 현재 갤럭시 S4에서만 가능하다.
- Share screen, Remote Control

Video Chat 실행 중 Share screen 기능을 사용할 경우 카메라로 찍히는 영상 대신 사용자가 조작하고 있는 단말의 스크린을 다른 사용자와 공유할 수 있다. Video Chat에 참여중인 다른 사용자가 Remote control로 단말의 화면을 원격 조정하는 것도 가능하다.
- Fun effect, Cartoon view, Theme view

Video Chat 실행 중 카메라로 촬영되는 얼굴 영상 위에 움직이는 이모티콘을 추가하거나 콧수염 등의 카툰 뷰, 테마 뷰를 프레임처럼 올려놓을 수 있다.

### 번역(Translate)
1:1 채팅방에서 번역기능을 사용할 수 있다. 한국어, 영어, 중국어, 일본어는 서로 번역이 가능하며, 독일어, 프랑스어, 스페인어, 이탈리어, 포르투갈어는 영어로만 또는 영어에서 해당 언어로만 번역된다. 대화방 메뉴 버튼을 눌러 번역기능을 설정하거나 메시지의 말풍선을 길게 눌러 원하는 언어로 번역한다. 수신인은 번역된 메시지만 받으며, 발신인은 원래 메시지와 번역된 메시지를 함께 볼 수 있다. 현재 챗온에서는 수신메시지의 번역을 기본 지원하며, 발신메시지의 번역은 삼성의 갤럭시 S4를 비롯한 S번역기가 인스톨 되어 있는 일부 단말에서만 가능하다.

### 다양한 서체 지원
Android, Bada OS의 경우, 서체를 다운로드하여 채팅방에 적용 가능하다.(Android의 경우ChatON Android v.3.0부터 지원 불가) 한국어, 중국어, 라틴어, 아랍어의 언어카테고리로 총 22개 서체를 다운로드 받을 수 있다. 대화방에서 메시지 입력 시 문장 앞에 우물 정자(#)를 입력하면 말풍선 글씨가 확대된다.

### 애니콘 (Anicon)
Anicon은 대화방에서 전송 가능한 움직이는 스티커 형식의 이모티콘이다. 2013년 5월 기준 127개 세트의 Anicon을 무료로 다운로드 받아 사용할 수 있다. Android OS를 탑재한 기기인 경우 챗온 1.7.7 버전 이상에서 사용 가능하며, 이전 버전에서는 정지된 이미지로 표시된다.

### 애니메시지 (Animessage)
배경, 텍스트, 사진, 손글씨, 스탬프 등으로 꾸민 애니메이션을 간단히 제작하여 상대방에게 전송한다. 배경 템플릿, 스탬프 등은 무료로 다운로드 받아 사용할 수 있다. 그림과 글의 작성 순서대로 재생되는 애니메이션 동영상이 수신자에게 전송된다. 완성된 이미지로만 전송도 가능하다.

### SMS/MMS 주고 받기
ChatON 메신저 사용자는, ChatON을 통해 ChatON 비사용자와도 SMS/MMS를 주고 받을 수 있다. 모바일 단말 연락처에 저장된 모든 친구들에게 문자를 ChatON으로 보낼 수 있어 여러 종류의 메시지를 통합관리 할 수 있다. 또한 ChatON의 다양한 이모티콘과 애니콘을 MMS로 보낼 수 있어,텍스트 메시지외에도 풍부하고 다채로운 대화를 할 수 있다.(현재 SMS/MMS 주고 받기 기능은 브라질, 독일에서 가능하며, 추후 다른 국가들에서도 사용 가능하도록 업데이트 예정이다.)

### 트렁크 (Trunk)
친구와 채팅중에 주고 받았던 이미지, 동영상과 같은 멀티미디어 파일들이 별도로 저장하지 않아도 자동으로 트렁크에 저장된다. 자동으로 저장된 파일들은 대화에 참여한 사용자 모두 열람이 가능하며, 타일방식 뷰로 주고 받은 파일들을 보여준다. 최근 댓글순 또는 최근 업데이트순으로 정렬도 가능하다. 파일을 선택하면 상세보기 화면으로 이동하며, 해당 화면에서 대화에 참여한 사용자 모두 댓글을 남길 수 있다. 페이스북과 같은 SNS사이트로 공유가 가능하다.

### 포스트온 (PostON)
사용자 프로필 열람 시 방명록 형태로 간단한 메시지나 댓글을 남길 수 있다. 상대방이 접속해 있지 않은 경우에도 메시지 게시가 가능하다. 방명록 140자 이내에 짧은 텍스트만 가능하며, 이미지나 동영상 파일은 전송 불가하다.

### 라이브 파트너 (LIVEpartner)
생활, 여행, 패션, 자동차, 뉴스 등에 관련된 LIVEpartner를 추가하여 관련 소식을 받을 수 있다. 해당 소식에 대한 더 상세한 내용을 보려면 LIVEpartner가 운영하는 외부 사이트로 이동한다. 2013년 5월 기준 총 52개의 LIVEpartner의 소식을 받아 볼 수 있다.

## 챗온 기능/서비스 - Web
챗온은 모바일에 한정돼 있는 채팅 기능을 모바일 기기가 아닌 타 플랫폼에서도 실행이 가능하도록 웹 버전을 지원한다. 사용자는 PC 외에 웹을 사용할 수 있는 모든 기기에서 동일하게 챗온 서비스 이용을 할 수 있다. 챗온 웹 버전에서 모바일 버전과 동일한 서비스를 사용할 수 있다. 모바일 기기보다 더 넓은 화면의 PC에서 멀티 window를 통해 편리하게 채팅을 하고, 콘텐츠를 공유한다. 챗온 웹 버전은 Samsung account와 연동되어 있어, account를 생성한 사용자는 ID와 패스워드를 입력하여 웹 버전 이용이 가능하다. 또한 모바일 버전의 챗온의 친구리스트를 그대로 불러올 수 있어 간편하다. 사용자는 웹과 모바일의 프로필을 독립적으로 유지하여 메시지를 받을 수 있다. 사용자가 Samsung account 계정을 탈퇴할 경우, 해당 계정에 연결된 단말은 모두 초기화되며, 채팅방 및 서버의 모든 데이터가 삭제된다.

## 같이 보기
- 카카오톡
- 다음 마이피플
- 네이버 라인
- 구글 토크